# Московский музей дизайна
Московский музей дизайна — частное учреждение культуры, первый и единственный в России музей дизайна. Расположен в районе Якиманка Центрального административного округа Москвы. Открыт 29 ноября 2012 года. Первая из частных коллекций предметов дизайна в современной России, получившая официальный статус "музей дизайна".

## История
В 2012 году в Москве был основан единственный в России музей, посвященный дизайну. Музей собирает, изучает и сохраняет наследие российского дизайна, знакомит зрителей с лучшими образцами и основными течениями международного дизайна, а также представляет российский дизайн за рубежом. 
В коллекции музея хранятся образцы отечественного и зарубежного дизайна от авангарда до наших дней. Это лучшие работы художников-конструктивистов, наиболее значимые разработки советских дизайнеров и дизайн-объединений, работы современных российских дизайнеров и культовые объекты мирового дизайна.
Проекты музея с успехом проходят на главных выставочных площадках страны, а также за рубежом – в Великобритании, Голландии, Германии, Бельгии, Китае. Музей представляет Российскую Федерацию на международном уровне: в 2015 году в Павильоне России на ЭКСПО-2015 в Милане музей представил выставку, посвященную русскому авангарду. В 2016 году в залах Сомерсет-Хаус в рамках Первой Лондонской биеннале дизайна прошла выставка «Открывая утопию: забытые архивы советских дизайнеров». Проект получил главный приз биеннале.

Директор и основатель музея - Александра Николаевна Санькова.

Мобильный выставочный зал Московского Музея Дизайна, 2012

С 2019 года Московский Музей дизайна является резидентом Новой Третьяковки. Постоянная экспозиция и мероприятия, проводимые музеем, располагаются и реализуются в Западном Крыле Новой Третьяковки по адресу: ул. Крымский Вал, 10.

## Деятельность
Музей работает с профессиональной аудиторией и студентами, проводит форумы и конференции, посвященные актуальным проблемам развития российского дизайна. Музей ведет активную образовательную деятельность, привлекая ведущих европейских и российских дизайнеров и историков дизайна. 
Музей создает циклы документальных фильмов о дизайне: «История российского дизайна», «Голландия – территория дизайна», «Открывая утопию», «Швеция. Дизайн для общества», «Британский дизайн. Традиции и инновации». 
Документальный фильм «История российского дизайна» – первый в России кинопроект, охватывающий 100-летнюю историю развития отечественного дизайна. Авторы: Александра Санькова и Светлана Чиркова, сценарий: Светлана Чиркова, продюсер: Светлана Чиркова. Четыре серии фильма – «Авангард», «ВНИИТЭ», «Дизайн в СССР» и «Современный дизайн» – исследуют процессы, происходившие в профессиональной среде в периоды конструктивизма (1917 – 1935), развитого социализма (1950 – 1980) и в современное время (1990 – 2017). Этот проект является результат многолетней исследовательской деятельности Московского музея дизайна. В фильме использованы уникальные архивные фото- и видеоматериалы, съемки экспозиционных проектов, макеты, прототипы и чертежи из коллекции музея.
Совместно с крупнейшими мировыми издательствами музей выпускает книги на основе собственной коллекции: “Designed in the USSR: 1950-1989”, “VNIITE – Discovering Utopia”, «Владимир Рунге: от «Горизонта» до «Зенита». 
Совместно с радио "Культура", Московский музей дизайна успешно реализовывает проект "Говорит дизайн". Программа "Говорит Дизайн" рассказывает о направлениях современного дизайна и о дизайне в контексте культуры XX века, об истории и теории, музеях и выставках дизайна. Гостями программы становятся промышленные, графические, fashion- и медиа дизайнеры, кураторы, историки дизайна и коллекционеры. Ведущие программы: Александра Санькова, директор Московского музея дизайна.
В 2017 году Музей дизайна совместно с другими творческими организациями подготовил экспозицию площадью 11 тысяч м² с более чем 300 участниками — русскими и зарубежными дизайнерами.
В июне этого же года при поддержке музея открылась выставка «Бумажная революция» в ADAM Art & Design Atomium Museum в Бельгии. Проект посвящен 100-летию Октябрьской революции в России.

## Коллекция и экспозиция музея
В феврале 2012 года коллекция музея насчитывала 300 экспонатов, большинство из них — образцы графического дизайна.

### Примеры экспонатов
- Макет «перспективного такси» авторов Юрия Долматовского и Александра Ольшанецкого, 1964 год.
- Шахматный стол Родченко в миниатюре, изготовитель — Lumi.
- Макет домашнего телерадиокомплекса «СФИНКС», дизайн разработан Дмитрием Азриканом, Игорем Лысенко, Алексеем Колотушкиным, Мариной Михеевой, 1986 год.
- Плакат «Предупреждение пожаров в быту» художника В. Котова, 1987 год.
- Паттерн Herbarium шведского дизайнера Стига Линдберга, 1947 год.
- Разворот журнала «СССР на стройке» 1924 года.
- Конструктор «Человечки» российских дизайнеров SHUSHA.
- Дизайн киоска и щитов наружной рекламы Герберта Байера, 1924 года.
- Плакат к фильму «Ход конем» 1927 года авторства братьев Стенберги.
- Проект гоночной машины «Маруся» Григория Чемериза, 2014 год.
- Фотомонтаж «Ленин стоит на грани двух эпох в развитии человечества» Густава Клуциса, 1924 год.
- Плакат для Мультфеста 2016 года авторства Игоря Гуровича.
- Плакат «Покупайте дешевый хлеб!» Александра Родченко и Владимира Маяковского, 1923 год[8][9].

### Экспозиции
Экспозиции в Манеже:
- «Советский дизайн 1950—1980-х», 2012—2013[10]
- «Дизайн упаковки: сделано в России», 2013[11]
- «Новая роскошь. Голландский дизайн в эпоху аскетизма», 2013—2014[12]
- «История советского кино в киноплакате. 1919—1991», созданная совместно с Государственный музейно-выставочный центр «РОСИЗО»[13][14]

Выставочные экспозиции:
- «Советский дизайн 1950—1980-х» (МВО «Манеж», 2012-2013)
- «Дизайн упаковки: сделано в России» (МВО «Манеж», 2013)
- «Общие вещи: советский и китайский дизайн, 1950-80-е» (Неделя дизайна, Пекин, 2013)
- «Новая роскошь. Голландский дизайн в эпоху аскетизма» (МВО «Манеж», 2013-2014)
- «Спорткульт» (Галерея «Проун», 2014)
- «Британский дизайн: от Уильяма Морриса к цифровой революции» (ГМИИ им. А.С. Пушкина, 2014)
- «Россия. Хлеб. Соль» (Павильон России на «ЭКСПО-2015», Милан)
- «Техническая эстетика» (ИННОПРОМ, Екатеринбург, 2015)
- «Советский дизайн 1950—1980-х» (Кунтсхал Роттердам, 2015-2016)
- «История советского кино в киноплакате. 1919-1991» (партнер выставки, МВО «Манеж», 2016)
- «Россия. Хлеб. Соль» (Международный аэропорт Шереметьево, Терминал Е, 2016)
- «Открывая утопию: забытые архивы советских дизайнеров» (Сомерсет-хаус, Лондон, 2016)
- «Московская оттепель: 1953-1968» (партнер выставки, Музей Москвы, 2017)
- «Оттепель: лицом к будущему» (партнер выставки, Государственная Третьяковская галерея на Крымском Валу, Москва, 2017)
- Московская биеннале дизайна 2017
- «Легенды датского дизайна» (ГМИИ им. А.С. Пушкина, Москва, 2017)
- «Советский дизайн 1950-1980» (Центр современного искусства «Заря», Владивосток, 2017)
- «В неизведанное: путешествие в научную фантастику» (партнер выставки, Центр искусств Барбикан, Лондон, 2017)
- «Бумажная революция» (Музей искусства и дизайна Атомиум, Брюссель, 2017)
- «New olds. Классика и инновации в дизайне» (Музей декоративно-прикладного искусства, Москва, 2017)
- «История российского дизайна 1917-2017» (#АРТЛАБ, Тобольск, 2017)
- «33 революции - 100 лет финского дизайна» (Мультимедиа Арт Музей, Москва, 2017)
- «Бумажная революция» (Bröhan-Museum, Берлин, 2018)
- «Система дизайна в СССР» (Музей декоративно-прикладного искусства, Москва, 2018)
- «Отоваренная мечта» (партнеры выставки, Арт-галерея Ельцин Центра, Екатеринбург)
- «Советский дизайн 1950-1980» (Музей искусства и дизайна Атомиум ADAM, Брюссель, 2018)
- «Невозможное неизбежно» (партнер выставки, Еврейский музей и центр толерантности, Москва, 2018)
- «История российского дизайна 1917-2017» (Нижний Новгород, 2018)
- «История российского дизайна 1917-2017» (Тюмень, 2018)
- «История российского дизайна 1917-2017» (Нижневартовск, 2018)
- «История российского дизайна 1917-2017» (Тольятти, 2019)
- «Фантастик Пластик» (Нижний Новгород, 2019)
- «Фантастик Пластик» (Пермь, 2019)
- «История российского дизайна 1917–2017» (Воронеж, 2019)
- «Фантастик Пластик» (Уфа, 2019)
- «История российского дизайна 1917-2017» (Красноярск, 2019-2020)
- «Фантастик Пластик» (Воронеж, 2020)
- «Мир! Дружба! Дизайн! История российского промышленного дизайна» (Москва,Новая Третьяковка, 2019-2020)
- «Советский быт: промышленный дизайн и неофициальное искусство» (США, Музей Зиммерли при Ратгерском университете, 2020)
- «Фантастик Пластик» (Москва, Новая Третьяковка, 2020)

## Награды музея
- Медаль в 2016 году на первой Лондонской биеннале дизайна «Utopia Medal 2016» за самое полное раскрытие темы выставки «Утопия в дизайне»[15][16].
- Лауреат премии 2016 года «За особый вклад в развитие дизайна в России» в номинации «Медиа-дизайн»[17].
- Третье место на ЭКСПО в Милане в номинации «Дизайн выставочных площадей» в составе российского павильона[1].